# Narodîci
Narodîci (în ucraineană Народичі) este așezarea de tip urban de reședință a raionului Narodîci din regiunea Jîtomîr, Ucraina. În afara localității principale, nu cuprinde și alte sate.

## Demografie
Componența lingvistică a așezării de tip urban Narodîci
     Ucraineană (96,52%)
     Rusă (2,79%)
     Alte limbi (0,62%)
Conform recensământului din 2001, majoritatea populației așezării de tip urban Narodîci era vorbitoare de ucraineană (96,52%), existând în minoritate și vorbitori de rusă (2,79%).